# Maria Gelabert i Tañà
Maria Gelabert Tañà (Sant Fruitós de Bages, 17 de juliol de 1954) és una ceramista, pintora, escultora i professora que resideix i treballa a Sant Fruitós de Bages. Va realitzar la seva formació artística a l'Escola Massana, on es va graduar en Arts Aplicades en l'especialitat de Retaule i Policromia, i a l'Escola d'Arts i Oficis de Vic, on va fer l'especialitat de Ceràmica. Ha participat en exposicions individuals i col·lectives des de l'any 1989 per diferents indrets de Catalunya, també ha participat en concursos, mercats internacionals de ceràmica, fires, trobades i intercanvis amb artistes de diferents països europeus: Txèquia, Lituània, Noruega, Hongria i Anglaterra.
Ha compaginat la seva activitat com a artista amb la docència amb la realització de cursos al seu propi taller i també en escoles especialitzades de ceràmica, sent aquesta una activitat molt rellevant dins la seva trajectòria.

## Premis i honors
- Primer premi d'escultura de la LXV Exposició-concurs d'artistes manresans Ciutat de Manresa, agost de 1995. Atorgat pel Cercle Artístic de Manresa.
- Primer premi d'escultura de la LXVIII Exposició-concurs d'artistes manresans Ciutat de Manresa, agost de 1998. Atorgat pel Cercle Artístic de Manresa.
- Primer premi d'escultura de la LXXIV Exposició-concurs d'artistes manresans Ciutat de Manresa, agost 2004. Atorgat pel Cercle Artístic de Manresa.
- Diploma de Mestre Artesà,[4] any 2010. Atorgat per la Generalitat de Catalunya.